# Виджаянагара (город)
Виджаяна́гара (телугу విజయనగర, канн. ವಿಜಯನಗರ, англ. Vijayanagara = «город победы») — бывшая столица одноименной индуистской империи, существовавшей в XIV—XVII веках и в период расцвета занимавшей весь юг Индии за рекой Кришна. Один из древних главных городов юго-восточного Декана, игравший важную роль в его позднейшей истории.

## Местонахождение
Развалины этого некогда цветущего города находятся на берегу притока реки Кришна, Тунгабхадра (Tungabhadrâ: Тунга — «высокая», Бхадра — «счастливая», — две реки, из слияния которых образуется Тунгабхадра), недалеко от её слияния с рекой Вадавати (Vâdavatî). На руинах Виджаянагары возникло селение Хампи, ныне включённое в список всемирного наследия ЮНЕСКО.

## История
По преданию, при дворе одного из правивших здесь царей, Букка (правил 1356—1377), находились в качестве министров известные комментаторы «Ригведы», два брата (по мнению британского санскритолога Бёрнеллa — одно лицо), Саяна (ум. 1387) и Мадхава (Видьяранья), так что в Виджаянагаре процветала и индийская наука. Название города царя Букка является и в форме Видьянагара (Vidyânagara = «город науки»).